# Bắc Ninh (stad)
Bắc Ninh is een stad. Het ligt in Noord-Vietnam en bevindt zich op 30 km ten noordoosten van Hanoi, in de richting van Lang Son. Het heeft 153.350 inwoners.
In de omgeving zijn veel zijderupskwekerijen te vinden. De zijde wordt in de stad zelf verwerkt en er wordt kunstig borduurwerk gemaakt. De prachtige zijden Áo dài wordt hier gemaakt. Men kan ze op maat en volgens eigen gekozen patronen laten maken.
Bắc Ninh is per bus te bereiken vanaf het Kim Ma Bussation in Hanoi, maar ook per trein richting Lang Son.